# Junior Torunarigha
Junior Torunarigha (* 18. April 1990 in Ibadan) ist ein nigerianisch-deutscher Fußballspieler.

## Spielerkarriere
Junior Torunarigha hatte in der Jugend des SV Fortuna Furth Glösa gespielt, bevor er 2001 in die Nachwuchsabteilung des Chemnitzer FC wechselte. 2006 schloss er sich der B-Jugend von Hertha BSC an. Bei Hertha wurde er 2009 von Trainer Karsten Heine in die zweite Mannschaft befördert. Dort erzielte Torunarigha in der Regionalliga-Spielzeit 2009/10 in 24 Partien sechs Treffer und sicherte mit seinem Klub den Klassenerhalt. 2010/11 gelangen ihm fünf Tore in 22 Einsätzen.
Nach dem Ende der Saison verließ er Berlin und ging zu Rot-Weiß Oberhausen in die 3. Liga. Dort verletzte er sich in der Vorbereitung, wodurch er den Beginn der Spielzeit 2011/12 verpasste. Nach seiner Genesung kam Torunarigha am 11. Spieltag gegen die zweite Mannschaft von Werder Bremen zu seinem ersten Pflichtspieleinsatz, als er in der 62. Minute für Marvin Ellmann eingewechselt wurde.
Am 2. August 2013 unterschrieb Toruranrigha nach einem dreiwöchigen Probetraining einen Einjahresvertrag mit dem Regionalligisten FC Carl Zeiss Jena. Nachdem er ab dem 1. Juli 2014 vereinslos gewesen war, schloss er sich Ende August 2014 dem ZFC Meuselwitz an. Ein Jahr später folgte der Wechsel zum Aufsteiger aus der Oberliga, dem FC Amberg, mit dem Torunarigha den Klassenerhalt in der Regionalliga verfehlte. Anschließend ging er für eine Saison zum niederländischen Zweitligisten Fortuna Sittard. Im Juni 2017 wechselte er zu Alemannia Aachen. Er unterschrieb einen bis zum 30. Juni 2018 laufenden Vertrag.
Zur Saison 2018/19 ging er zum polnischen Erstligaaufsteiger Zagłębie Sosnowiec. Im Dezember 2018 wurde sein Vertrag aufgelöst.

## Privates
Torunarighas Vater ist der ehemalige Zweitliga-Profi und Trainer Ojokojo Torunarigha. Sein jüngerer Bruder Jordan Torunarigha ist ebenfalls Profifußballer.